# Buttenberghalde
Das Naturschutzgebiet Buttenberghalde befindet sich im Dinkelberg auf dem Gebiet der Gemeinde Inzlingen im Landkreis Lörrach.

## Kenndaten
Das Naturschutzgebiet wurde mit Verordnung des Regierungspräsidiums Freiburg vom 30. Oktober 1996 ausgewiesen und hat eine Größe von  18,8324 Hektar. Es wird unter der Schutzgebietsnummer 3.227 geführt. Der CDDA-Code für das Naturschutzgebiet lautet 162665  und entspricht der WDPA-ID.

## Lage und Beschreibung
Das Naturschutzgebiet Buttenberghalde befindet sich auf dem Gebiet der Gemeinde Inzlingen auf der Gemarkung Inzlingen, südöstlich der Eisernen Hand mit einer Gesamtgröße von rund 19 Hektar.
Das Naturschutzgebiet beinhaltet einen Komplex aus gefährdeten Lebensräumen verschiedener Ausprägung, wie naturnahe, seltene naturnahe Trockenwälder, Hecken, Halbtrockenrasen, Magerwiesen und Streuobstwiesen in extensiver Nutzung. Es bietet Lebensraum für zahlreiche seltene und gefährdete Tier- und Pflanzenarten.

## Schutzzweck
Wesentlicher Schutzzweck der Verordnung ist die Erhaltung
- von zahlreichen gefährdeten Lebensräumen verschiedener Ausprägung wie naturnahe seltene Trockenwälder, Halbtrockenrasen, Magerwiesen und Streuobstwiesen in extensiver Nutzung;
- von Lebensräumen zahlreicher seltener und gefährdeter Tier - und Pflanzenarten.

## Arteninventar
Im Naturschutzgebiet Buttenberghalde wurden folgende Arten erfasst:
- Geradflügler

Mantis religiosa (Gottesanbeterin), Oecanthus pellucens (Weinhähnchen)
- Höhere Pflanzen/Farne

Anthericum ramosum (Ästige Graslilie), Campanula glomerata (Büschel-Glockenblume), Carlina vulgaris agg. (Artengruppe Gewöhnliche Eberwurz), Cephalanthera damasonium (Weißes Waldvöglein), Convallaria majalis (Maiglöckchen), Daphne mezereum (Kellerhals), Ilex aquifolium (Gewöhnliche Stechpalme), Listera ovata (Großes Zweiblatt), Melittis melissophyllum (Immenblatt), Neottia nidus-avis (Nestwurz), Ophrys apifera (Bienen-Ragwurz), Orchis mascula (Stattliches Knabenkraut), Orchis purpurea (Purpur-Knabenkraut), Peucedanum cervaria (Hirsch-Haarstrang), Potentilla heptaphylla (Rötliches Fingerkraut), Primula elatior (Große Schlüsselblume), Primula veris (Arznei-Schlüsselblume), Sorbus torminalis (Elsbeere), Trifolium montanum (Berg-Klee), Trifolium rubens (Purpur-Klee), Viola alba Weißes (Veilchen)
- Reptilien

Anguis fragilis (Blindschleiche), Lacerta agilis (Zauneidechse)
- Schmetterlinge

Apatura iris (Großer Schillerfalter), Boloria dia (Magerrasen-Perlmuttfalter), Limenitis populi (Großer Eisvogel), Panaxia quadripunctaria (Spanische Fahne), Papilio machaon (Schwalbenschwanz)
- Vögel

Buteo buteo (Mäusebussard), Dendrocopos major (Buntspecht), Dendrocopos medius (Mittelspecht), Dendrocopos minor (Kleinspecht), Dryocopus martius (Schwarzspecht), Jynx torquilla (Wendehals), Lanius collurio (Neuntöter), Milvus milvus (Rotmilan), Picus canus (Grauspecht)